# Takakia
Takakia, rod mahovnjača smješten u vlastitu porodicu red, razred i poddiviziju. Postoje svega dvije priznate vrste iz Azije i Sjeverne Amerike.

## Opis
Briofiti iz razreda Takakiopsida rijetko se nalaze zbog malog broja vrsta i njihovih specifičnih staništa. Postoji jedan red (Takakiales), jedna porodica (Takakiaceae) i jedan rod (Takakia). Staništa su tipično vlažna i kopnena. Kopneni supstrati uključuju stijene i obale u blizini vodopada koji se nalaze na razini mora ili planine. Postoji disjunkcija u distribuciji između Sjeverne Amerike i Azije, s vrstama koje se nalaze između Aljaske i Britanske Kolumbije te Japana i jugoistočne Azije.
U 1800-ima, klasa Takakiopsida pogrešno je identificirana kao dio roda Lepidozia, jetrenjaka, zbog sličnosti u gametofitskom izgledu. Godine 1957. na gametofitnim izdancima pronađeni su spolni organi i Takakiopsida je identificirana kao vrsta mahovine.
Male gametofitne izdanke lako je prepoznati po svijetlozelenoj boji. Rast izdanaka je akrokarpan. Pogrešno tumačenje u klasifikaciji djelomično je uzrokovano izgledom lišća. Pojedinačni listovi su duboko izrezani u 2-4 režnja i suženi na svakom vrhu. Nadalje, listovi su tristratozni što pomaže u cilindričnom obliku lišća. Mikroskopski, listovi sadrže kapljice ulja, uobičajene za jetrenjače (ne mahovine). Tu su i aksilarne dlake koje se nalaze na dnu lišća duž stabljike, vjerojatno pomažu u proizvodnji sluzi i zadržavanju vlage. Međutim, zbog radijalnog rasporeda i poprečnog umetanja listova na stabljici, ti sićušni briofiti nisu klasificirani kao vrsta jetrenjače.
Kao što je prethodno navedeno, reproduktivne strukture pomogle su u klasifikaciji ove mahovine. Zajedničko ostalim briofitima, reproduktivne strukture se nalaze bočno blizu vrha izdanka. Međutim, nema modificiranih perihetijalnih ili perigonijalnih listova koji okružuju muške i ženske reproduktivne strukture. Arhegoniji su oblika tikvice s debelom peteljkom i vratom koji se sastoji od šest ili više redova stanica. Jedine pronađene vrste koje imaju anteridij su Takakia lepidozioides.
Sporofitne značajke, otkrivene samo na Takakia ceratophylla 1993. godine, dodatno su potvrdile klasifikaciju kao mahovina. Seta (držak) je kutiniziran, ima provodnu nit sastavljenu od hidroida i izdužuje se prije sazrijevanja sporangija i spora.
Sporangij ima značajke izrazito jedinstvene od ostalih briofita. Tanka kaliptrica štiti sporangij koji se razvija na vrhu izduženog nastavka. Endotecij se razvija u kolumelu i sporama
, dok se amfitecij razvija u sporangijalni omotač. Stomati nisu prisutni na stijenci sporangija, što ukazuje da stomati vjerojatno nisu homologna karakteristika traheofita, mahovina i rogova.
Kada je sporangij zreo, higroskopski pokreti seta i sporangija pomažu u širenju spora. Kako se sporangij uvija, napetost uzrokuje otvaranje jedne spiralne uzdužne linije dehiscencije duž sporangija i spore se odbacuju. Spore su jednostanične i događaji klijanja su nepoznati, no pretpostavlja se da nema protonema stadija.

## Najnovija istraživanja
Takakia je biljka koja postoji 100 milijuna godina prije nego što su Himalaje uopće nastale, odnosno 390 milijuna godina. Osobina preživljavanja zaintrigirala je znanstvenike Ruoyang Hu, Xuedong Li, Yong Hu, Stefan A. Rensing i Ralf Reski koji su svoja otkrića objavili 2023. u Cell-u.. Reski izjavljuje “Otkrili smo da je Takakia trenutno genom s najvećim brojem gena koji se brzo razvijaju. Vrlo je aktivan na genetskoj razini.” Tim je otkrio Takakijinu sposobnost popravljanja oštećene DNK i oporavka od UV oštećenja. Yikun He, kolega biljni biolog, objašnjava okolišne sile koje stoje iza ovoga. Rekao je: "Biljke Takakia su prekrivene velikim snijegom osam mjeseci svake godine, a zatim su izložene ultraljubičastom zračenju visokog intenziteta tijekom 4-mjesečnog svjetlosnog razdoblja." Ovi uvjeti naveli su biljke da razviju mrežnu strukturu kako bi se oduprle snježnim olujama. Još jedan misterij riješen je sekvenciranjem Takakijinog genoma. Reski objašnjava: “Ljudi su se pitali je li to stvarno mahovina? Ili je nešto poput alge ili jetrenjače? Ali naš rad pokazuje da je to mahovina." Morfologija Takakia ostala je uglavnom nepromijenjena unatoč opsežnim genetskim promjenama. Reski predviđa da bi ova otkrića mogla nadahnuti nova polja proučavanja evolucije s promjenjivim genomima i statičkom morfologijom. Znanstvenici su također usmjerili fokus na Takakijin okoliš, promatrajući topljenje ledenjaka, zagrijavanje klime i povećano UV zračenje. U laboratoriju su otkrili da trenutne razine UV zračenja mogu ubiti čak i druge biljke prilagođene teškim uvjetima. Tragično, unatoč povijesnoj otpornosti Takakije, njezina populacija opada. Istraživači su primijetili pad od oko 1,6% u Tibetu godišnje. Huovo mračno predviđanje je da mahovina vjerojatno neće preživjeti još jedno stoljeće, a prikladne regije za Takakiju smanjit će se na samo 1000-1500 četvornih kilometara na globalnoj razini.

## Vrste
1. Takakia ceratophylla (Mitt.) Grolle
2. Takakia lepidozioides S. Hatt. & Inoue